# Paul Lincke

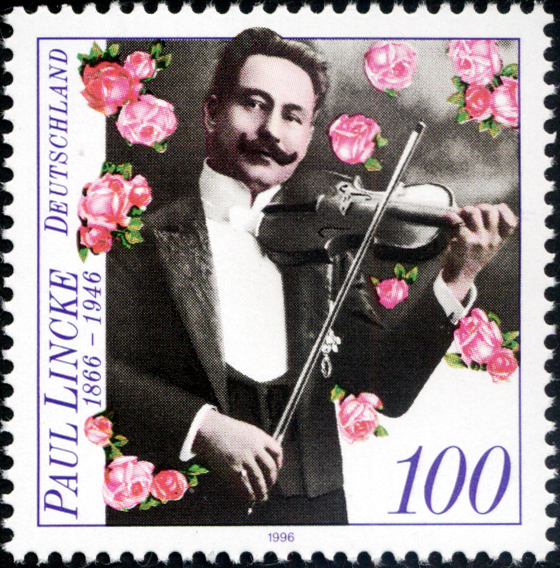
Paul Lincke på ett tyskt frimärke.

Paul Lincke, född 7 november 1866 i Berlin, död 3 september 1946 i Clausthal-Zellerfeld, var en tysk kompositör, teaterkapellmästare och musikförläggare.

## Biografi
Linckes tidiga musikaliska böjelser var riktade mot militärmusik och hans mor sände honom efter avslutad gymnasieutbildning till Wittenberge där han utbildades i stadsorkestern till fagottist. Han lärde sig också att spela tenorhorn, trummor, piano och violin.
Istället för att göra karriär som militärmusiker började Lincke att arbeta i teaterorkestrar i Berlin. Han skaffade sig värdefulla erfarenheter inom underhållnings- och dansmusik och arbetade inom flera välkända europeiska vaudevillehus, bland annat Folies Bergère i Paris. I programmen ingick också hans egna kompositioner.
Vid nazisternas övertagande av makten 1933 lyckades Lincke bevara sin ställning och hyllades av den nazistiska regimen. År 1937 tilldelades han förtjänstmedalj i sin hemstad och på sin 75-årsdag blev han hedersmedborgare i Berlin.
Lincke var företrädare för en berlinsk operettyp med lokala inslag, kallad ”Posse”, och skrev bland annat Berliner Luft, Fröken Chic (tyska: Die Gigerlkönigin) och Lysmaskidyll.

## Kompositioner i urval
- Venus auf Erden (Berlin 1897)
- Frau Luna (Berlin 1899)
- Im Reiche des Indra (Berlin 1899)
- Fräulein Loreley (Berlin 1900)
- Lysistrata (Berlin 1902)
- Nakiris Hochzeit, oder Der Stern von Siam (Berlin 1902)
- Prinzess Rosine (Berlin 1905)
- Police Parade Marsch/ Schutzmanns Marsch (1908)
- Casanova (Darmstadt 1913)
- Ein Liebestraum (Hamburg 1940)